# Highlife
Highlife är en musikstil inom västafrikansk populärmusik som uppstod tidigt på 1900-talet. Den utvecklade sig först i Ghanas kuststäder, och var en blandning av lokala rytmer och melodier samt inslag från europeisk musik, bland annat militärmusik och sjömansvisor. Allt eftersom den spred sig till flera länder och till mindre orter på landsbygden uppstod olika varianter där det europeiska inslaget var mer eller mindre framträdande. Amerikansk musik, bland annat storbandsjazz, hade starkt inflytande på stilen från och med 1940-talet.
Många av de senare årens ledande gestalter inom västafrikansk musik, så som King Sunny Ade och Manu Dibango, har påverkats av highlife-musiken.